# Велоспорт на літніх Олімпійських іграх 2020 — омніум (чоловіки)
Змагання з омніуму серед чоловіків на літніх Олімпійських іграх 2020 відбулися 5 серпня 2021 року на велодромі Ідзу. Змагалися 20 велосипедистів з 20 країн.

## Передісторія
Це буде третя поява цієї дисципліни на Олімпійських іграх. Вперше її провели 2012 року.
Чинний олімпійський чемпіон - Елія Вівіані з Італії. Чинний чемпіон світу (2020) - Бенжамен Тома з Франції.

## Кваліфікація
Національний олімпійський комітет (НОК) міг виставити на змагання з омніуму щонайбільше 1  велосипедиста. Квоти одержує НОК, який сам вибирає велосипедистів, що візьмуть участь у змаганнях. 8 НОК з найвищим рейтингом у медісоні (серед тих, що ще не кваліфікувались у командному переслідуванні) здобули по одній квоті в омніумі (окрім права на участь у медісоні). Ще 12 квот розподілено за рейтингом омніуму (серед тих НОК, що ще не кваліфікувались у мейсоні). Кожному континентові було гарантовано принаймні одну квоту в омніумі. Оскільки кваліфікація завершилась до закінчення Чемпіонату світу з велоспорту на треку 2020 1 березня 2020 року (останнє змагання, що могло змінити рейтинг 2018-20 років), то пандемія COVID-19 на кваліфікацію не вплинула.

## Формат змагань
Змагання в омніумі складаються з заїздів різного типу, нинішні змагання - з чотирьох. Порівняно з 2016 роком формат змагань зазнав суттєвих змін, - скасовано три типи заїздів з шести і додано один новий, а тривалість скорочено з двох днів до одного. Переможцем в омніумі стає велосипедист, який набирає найбільшу кількість балів за сумою чотирьох заїздів. Переможець кожного з перших трьох заїздів заробляє 40 очок, друге місце - 38, третє місце - 36 тощо. Фінальний заїзд має спеціальні правила підрахунку очок. Заїзди в омніумі:
- Скретч-гонка: гонка з масовим стартом; перемагає той, хто фінішує першим. Відстань - 10 км (40 кіл).
- Темпова гонка: 2020 року проводять уперше. Дистанція - 10 км (40 кіл). Після перших 5 кіл переможець кожного кола заробляє 1 очко. Той, хто обігнав інших учасників на коло, заробляє 20 очок. Переможцем перегонів стає велосипедист, який набрав найбільшу кількість очок (очки, зароблені в рамках темпової гонки, не додаються до загальної суми в омніумі; їх використовують лише для визначення місць у самій темповій гонці).
- Гонка на вибування: щодва кола велосипедист, що посів після кожного спринту останнє місце, вибуває.
- Гонка за очками на 25 км (100 кіл): кожні десять кіл відбувається спринт з очками (5/3/2/1 в порядку убування місця, подвійна кількість за фінальний спринт), крім того 20 очок здобуває спортсмен, що обігнав інших учасників більш як на коло.

Змагання складаються з одного раунду .

## Розклад
Змагання в цій дисципліні відбуваються впродовж одного дня.
| З | Попередні заїзди | ЧФ | Чвертьфінали | ПФ | Півфінали | Ф | Фінали |

| Дата →            | 2 сер | 2 сер | 2 сер | 3 сер | 3 сер | 3 сер | 4 сер | 5 сер | 5 сер | 5 сер | 5 сер | 6 сер | 6 сер | 7 сер | 7 сер | 8 сер | 8 сер | 8 сер | 8 сер |
| ----------------- | ----- | ----- | ----- | ----- | ----- | ----- | ----- | ----- | ----- | ----- | ----- | ----- | ----- | ----- | ----- | ----- | ----- | ----- | ----- |
| Омніум (чоловіки) |       |       |       |       |       |       |       | СГ    | ТГ    | ГВ    | ГО    |       |       |       |       |       |       |       |       |

## Результати

### Скретч
| Місце | Велогонщик          | Країна                | Відставання, кіл | Очок за дисципліну |
| ----- | ------------------- | --------------------- | ---------------- | ------------------ |
| 1     | Метью Воллс         | Велика Британія (GBR) |                  | 40                 |
| 2     | Бенжамін Тома       | Франція (FRA)         |                  | 38                 |
| 3     | Жан-Віллем ван Схіп | Нідерланди (NED)      |                  | 36                 |
| 4     | Артем Захаров       | Казахстан (KAZ)       |                  | 34                 |
| 5     | Ніклас Ларсен       | Данія (DEN)           |                  | 32                 |
| 6     | Сем Велсфорд        | Австралія (AUS)       | –1               | 30                 |
| 7     | Кемпбелл Стюарт     | Нова Зеландія (NZL)   | –1               | 28                 |
| 8     | Ейя Хасімото        | Японія (JPN)          | –1               | 26                 |
| 9     | Тері Шир            | Швейцарія (SUI)       | –1               | 24                 |
| 10    | Ґевін Гувер         | США (USA)             | –1               | 22                 |
| 11    | Кенні Де Кетеле     | Бельгія (BEL)         | –1               | 20                 |
| 12    | Роґер Клюґе         | Німеччина (GER)       | –1               | 18                 |
| 13    | Елія Вівіані        | Італія (ITA)          | –1               | 16                 |
| 14    | Шимон Сайнок        | Польща (POL)          | –1               | 14                 |
| 15    | Альберт Торрес      | Іспанія (ESP)         | –1               | 12                 |
| 16    | Марк Доуні          | Ірландія (IRL)        | –1               | 10                 |
| 17    | Христос Волікакіс   | Греція (GRE)          | –1               | 8                  |
| 18    | Євген Королюк       | Білорусь (BLR)        | –1               | 6                  |
| 19    | Андреас Мюллер      | Австрія (AUT)         | –1               | 4                  |
| 20    | Давід Маре          | ПАР (RSA)             | –2               | 2                  |

### Темпова гонка
| Місце | Ім'я                | Країна                | Очок за заїзд | Очок за дисципліну |
| ----- | ------------------- | --------------------- | ------------- | ------------------ |
| 1     | Жан-Віллем ван Схіп | Нідерланди (NED)      | 30            | 40                 |
| 2     | Бенжамін Тома       | Франція (FRA)         | 23            | 38                 |
| 3     | Метью Воллс         | Велика Британія (GBR) | 23            | 36                 |
| 4     | Тері Шир            | Швейцарія (SUI)       | 23            | 34                 |
| 5     | Ґевін Гувер         | США (USA)             | 22            | 32                 |
| 6     | Ніклас Ларсен       | Данія (DEN)           | 22            | 30                 |
| 7     | Кенні Де Кетеле     | Бельгія (BEL)         | 21            | 28                 |
| 8     | Елія Вівіані        | Італія (ITA)          | 21            | 26                 |
| 9     | Шимон Сайнок        | Польща (POL)          | 21            | 24                 |
| 10    | Альберт Торрес      | Іспанія (ESP)         | 21            | 22                 |
| 11    | Роґер Клюґе         | Німеччина (GER)       | 3             | 20                 |
| 12    | Кемпбелл Стюарт     | Нова Зеландія (NZL)   | 2             | 18                 |
| 13    | Сем Велсфорд        | Австралія (AUS)       | 1             | 16                 |
| 14    | Євген Королюк       | Білорусь (BLR)        | 1             | 14                 |
| 15    | Артем Захаров       | Казахстан (KAZ)       | 1             | 12                 |
| 16    | Ейя Хасімото        | Японія (JPN)          | 1             | 10                 |
| 17    | Христос Волікакіс   | Греція (GRE)          | 0             | 8                  |
| 18    | Марк Доуні          | Ірландія (IRL)        | –20           | 6                  |
| 19    | Андреас Мюллер      | Австрія (AUT)         | –20           | 4                  |
| 20    | Давід Маре          | ПАР (RSA)             | –20           | 2                  |

### Гонка на вибування
| Місце | Ім'я                | Країна                | Очок за дисципліну |
| ----- | ------------------- | --------------------- | ------------------ |
| 1     | Елія Вівіані        | Італія (ITA)          | 40                 |
| 2     | Метью Воллс         | Велика Британія (GBR) | 38                 |
| 3     | Тері Шир            | Швейцарія (SUI)       | 36                 |
| 4     | Жан-Віллем ван Схіп | Нідерланди (NED)      | 34                 |
| 5     | Кемпбелл Стюарт     | Нова Зеландія (NZL)   | 32                 |
| 6     | Бенжамін Тома       | Франція (FRA)         | 30                 |
| 7     | Альберт Торрес      | Іспанія (ESP)         | 28                 |
| 8     | Ніклас Ларсен       | Данія (DEN)           | 26                 |
| 9     | Сем Велсфорд        | Австралія (AUS)       | 24                 |
| 10    | Кенні Де Кетеле     | Бельгія (BEL)         | 22                 |
| 11    | Ґевін Гувер         | США (USA)             | 20                 |
| 12    | Ейя Хасімото        | Японія (JPN)          | 18                 |
| 13    | Артем Захаров       | Казахстан (KAZ)       | 16                 |
| 14    | Христос Волікакіс   | Греція (GRE)          | 14                 |
| 15    | Давід Маре          | ПАР (RSA)             | 12                 |
| 16    | Шимон Сайнок        | Польща (POL)          | 10                 |
| 17    | Роґер Клюґе         | Німеччина (GER)       | 8                  |
| 18    | Євген Королюк       | Білорусь (BLR)        | 6                  |
| 19    | Марк Доуні          | Ірландія (IRL)        | 4                  |
| 20    | Андреас Мюллер      | Австрія (AUT)         | 2                  |

### Гонка за очками і фінальна класифікація
| Місце | Ім'я                | Країна                          | SR | TR | ER | Subtotal | Очки за кола | Очки за спринт | Місце | Загалом очок |
| ----- | ------------------- | ------------------------------- | -- | -- | -- | -------- | ------------ | -------------- | ----- | ------------ |
| 1     | Метью Воллс         | Велика Британія                 | 40 | 36 | 38 | 114      | 19           | 20             | 2     | 153          |
| 2     | Кемпбелл Стюарт     | Нова Зеландія                   | 28 | 18 | 32 | 78       | 11           | 40             | 17    | 129          |
| 3     | Елія Вівіані        | Італія                          | 16 | 26 | 40 | 82       | 22           | 20             | 4     | 124          |
| 4     | Бенжамін Тома       | Франція                         | 38 | 38 | 30 | 106      | 12           | 0              | 19    | 118          |
| 5     | Ніклас Ларсен       | Данія                           | 32 | 30 | 26 | 88       | 5            | 20             | 13    | 113          |
| 6     | Жан-Віллем ван Схіп | Нідерланди                      | 36 | 40 | 34 | 110      | 2            | 0              | 7     | 112          |
| 7     | Тері Шир            | Швейцарія                       | 24 | 34 | 36 | 94       | 15           | 0              | 1     | 109          |
| 8     | Ґевін Гувер         | США                             | 22 | 32 | 20 | 74       | 5            | 20             | 8     | 99           |
| 9     | Роґер Клюґе         | Німеччина                       | 18 | 20 | 8  | 46       | 5            | 40             | 12    | 91           |
| 10    | Альберт Торрес      | Іспанія                         | 12 | 22 | 28 | 62       | 2            | 20             | 11    | 84           |
| 11    | Сем Велсфорд        | Австралія                       | 30 | 16 | 24 | 70       | 9            | 0              | 3     | 79           |
| 12    | Євген Королюк       | Білорусь                        | 6  | 14 | 6  | 26       | 10           | 40             | 10    | 76           |
| 13    | Кенні Де Кетеле     | Бельгія                         | 20 | 28 | 22 | 70       | 0            | 0              | 6     | 70           |
| 14    | Артем Захаров       | Казахстан                       | 34 | 12 | 16 | 62       | 0            | 0              | 15    | 62           |
| 15    | Ейя Хасімото        | Японія                          | 26 | 10 | 18 | 54       | 0            | 0              | 5     | 54           |
| 16    | Шимон Сайнок        | Польща                          | 14 | 24 | 10 | 48       | 0            | 0              | 14    | 48           |
| 17    | Марк Доуні          | Ірландія                        | 10 | 4  | 4  | 18       | 0            | 0              | 9     | 18           |
| 18    | Андреас Мюллер      | Австрія                         | 4  | 2  | 2  | 8        | 0            | 0              | 16    | 8            |
| 19    | Давід Маре          | Південно-Африканська Республіка | 2  | 6  | 12 | 20       | 3            | –40            | 18    | –17          |
| 20    | Христос Волікакіс   | Греція                          | 8  | 8  | 14 | 30       | 1            | –20            | DNF   | –            |